# Státní znak Ománu
Státní znak Ománu tvoří dvě zkřížené zahnuté šavle (saify) v bohatě zdobených pochvách a tradiční dýka (chandžar) s opaskem.
Červená barva připomíná, že většina obyvatel státu patří k islámským Cháridžovcům a je také barvou panovníka a hlavního města Maskatu. Bílá je barvou imáma. Zbraně jsou součástí 

## Historie
Znak pochází pravděpodobně z 18. století.[zdroj?]
Soustátí Maskat a Omán užívalo pravděpodobně od roku 1932 (kdy se vlády ujal sultán Said III.) zlatý státní znak, který tvořily dva meče / dvě šavle (saigy) v bohatě zdobených pochvách a tradiční ománská dýka (chandžar) s opaskem.
V roce 1966 vznikla v Káhiře Ománská revoluční rada, která užívala kruhový emblém obsahující dva zkřížené prapory, mezi jejichž žerděmi byl půlměsíc s cípy směřujícími vzhůru a s pěticípou hvězdou mezi nimi. Na praporech byl arabský nápis „Vítězství a svoboda s Boží pomocí“ (Korán, 61. súra, verš 13), pod textem šavle. Pod prapory byly dvě zakřivené, arabské šavle, sahající hroty k okraji kruhu. Tento emblém byl vyobrazen např. na mincích, vydaných v roce 1971 (doplněno bylo mezikruží s např. názvem státu v angličtině).
Lidová fronta za osvobození okupovaného Arabského zálivu, později za osvobození Ománu a Arabského zálivu (PFLOAG) užívala vlastní emblém, zobrazující černou paži držící černý samopal AK-47 (kalašnikov), na pozadí mapy vytyčující území k osvobození (dnes Omán, Bahrajn, Katar nebo Spojené arabské emiráty).
23. července 1970 se (po palácovém převratu) ujal vlády Kábús bin Saíd. 9. srpna byl název státu změněn na Sultanát Omán a 17. prosince byla zavedena nová vlajka. Zřejmě současně byl zaveden státní znak Sultanátu Omán – stejný jako Sultanátu Maskat a Omán, znak však býval vyobrazován nejčastěji v bílé barvě s červenou kresbou. Zbraně symbolizovaly lásku ke svobodě.
23. července 1985 byl (u příležitosti pokojného, palácového převratu) změněn státní znak (byla upravena kresba tradičních zbraní a opasku), a tato změna se promítla i na vlajku, kde je ománský státní znak také zobrazen 
V roce 2004 byly státní symboly (tedy i znak) uzákoněny královským dekretem č. 53/2024, kterým byl vyhlášen „Zákon o státní vlajce, znaku a hymně“, který nabyl účinnosti 1. června 2004, zveřejněním v Ústředním věstníku č 768.